# Majrevolutionen
Majrevolutionen (spanska: Revolución de Mayo) var en veckolång serie händelser mellan 18 och 25 maj 1810 i Buenos Aires, huvudstad i Vicekungadömet Río de la Plata, en spansk besittning vars territorium täckte det som senare kom att bli Argentina, Bolivia, Paraguay och Uruguay. Resultatet blev att vicekungen Baltasar Hidalgo de Cisneros avsattes, och ersattes med en lokal regering, Primera Junta, den 25 maj 1810. Även om man inte omedelbart tog ställning för full oavhängighet från den spanska kronan skulle Majrevolutionen senare samma år resultera i det argentinska frihetskriget.

Minnet av dessa händelser minns man årligen i Argentina som "Majveckan" (spanska: Semana de Mayo).

## Bakgrund och orsaker

### Internationella perspektiv

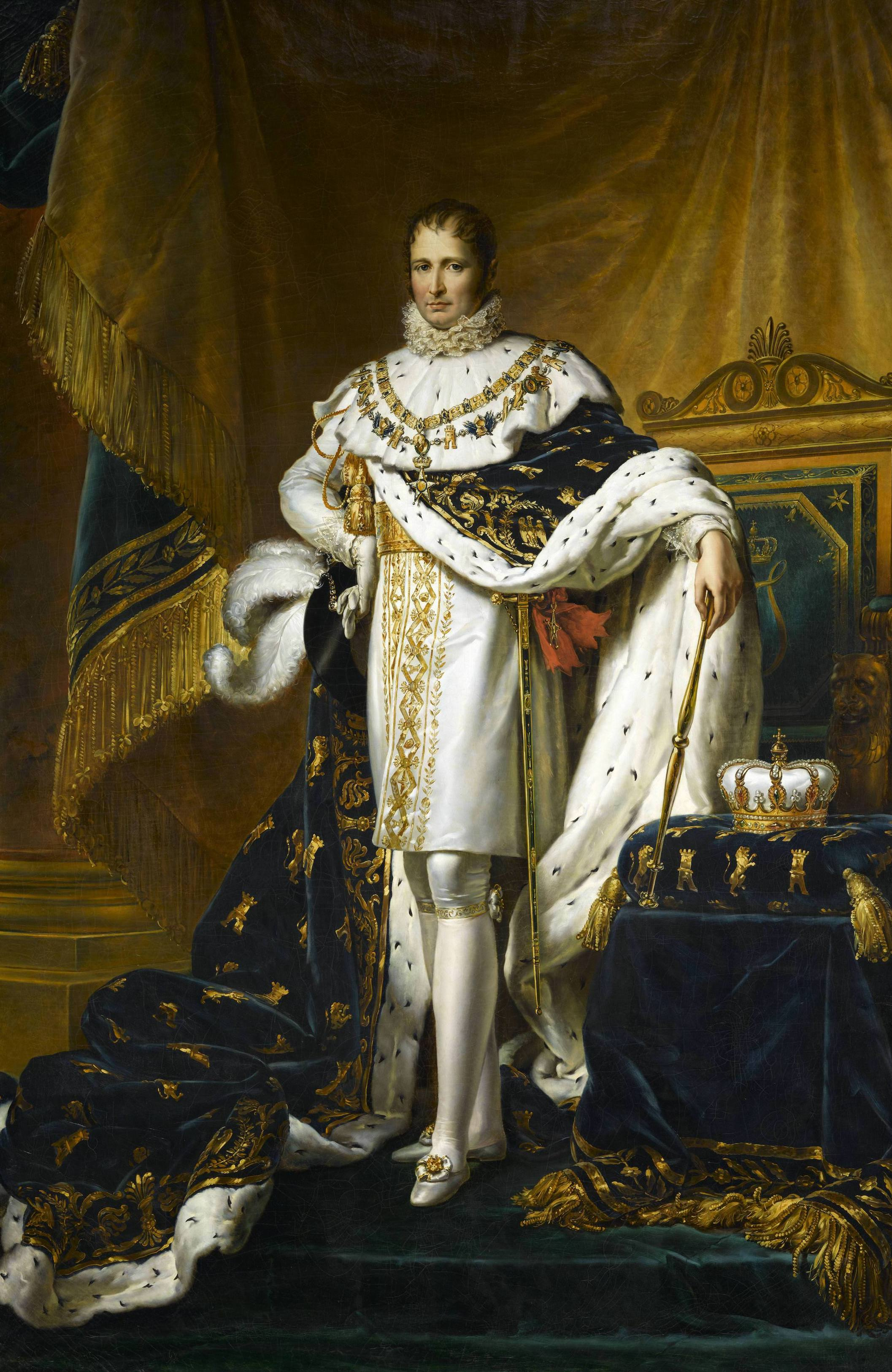
The rule of Joseph Bonaparte as King of Spain was resisted by Spaniards, and cast doubts on the legitimacy of the Spanish viceroys.

USA:s självständighetsdeklaration från Storbritannien 1776 stärkte kreolernas tro på att revolution och oberoende från Spanien också var möjligt. Idealen som omgärdade Franska revolutionen 1789 spred sig inte bara över Europa, utan även över Nord- och Sydamerika.